# Lärarförbundet
Lärarförbundet var ett svenskt fackförbund, där lärare i förskola, förskoleklass, grundskola, fritidshem, gymnasieskola, särskola, specialskola, sameskola och vuxenutbildning - med lärarexamen - kunde bli medlemmar. För övriga kategorier av lärare, däribland skolledare, krävdes relevant utbildning eller anställning för ett medlemskap. Även den som studerar för att bli lärare kunde bli medlem. Kyrkomusiker kunde också bli medlemmar genom ett samarbetsavtal med Kyrkomusikernas riksförbund. 2020 hade Lärarförbundet 232 000 medlemmar. De största medlemsgrupperna utgjordes av lärare i grund- och gymnasieskolan, förskollärare, fritidspedagoger, skolledare, och lärare på högskolan.
Den 1 januari 2023 uppgick förbundet, tillsammans med Lärarnas Riksförbund, i det nya fackförbundet Sveriges Lärare.

## Historia

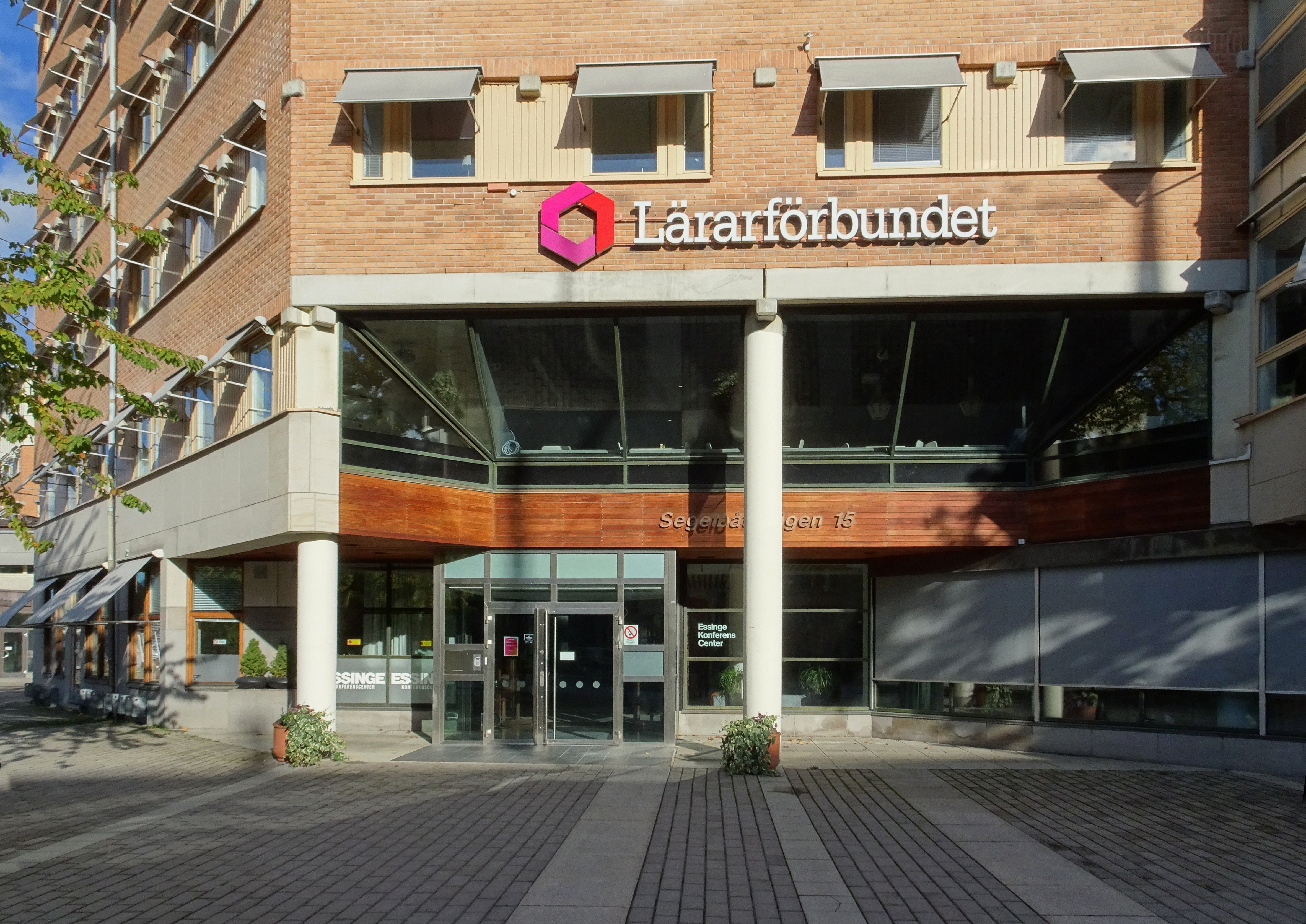
Lärarförbundets tidigare fastighet på Stora Essingen.

Lärarfacklig verksamhet började med att fem unga skollärare i Blekinge gick samman i augusti 1838 för att bilda Sveriges första lärarorganisation. År 1880 var landets folkskollärare samlade i Sveriges allmänna folkskollärareförening. och 1884 bildades Svenska lärarsällskapet som samlade landets läroverkslärare. Ordföranden i Sveriges allmänna folkskollärareförening och senare utbildningsministern Fridtjuv Berg lanserade 1883 tanken på en gemensam ”bottenskola” för alla barn, en tanke som förverkligades först med grundskolan infördes 1962. Redan från början arbetade de fackligt aktiva med att utveckla pedagogiken parallellt med att förbättra lärarnas villkor. De arbetade för en pedagogisk förnyelse och gav ut de läseböcker och planscher av kända författare och konstnärer som Selma Lagerlöf, Anna Maria Roos, Bruno Liljefors med flera, som idag är en del av Sveriges kulturarv. 
I början av 1900-talet bildades en rad nya lärarorganisationer. Manliga och kvinnliga folkskollärare splittrades i två olika organisationer till följd av strider i lönefrågan. Småskollärarinnorna bildade ett eget förbund. Andra exempel är Svenska musiklärarsällskapet 1903, Slöjdlärarnas riksförbund 1916 och Svenska fröbelförbundet, som organiserade förskollärare. Under åren 1948–1949 gick femton facklärarförbund samman och bildade Svenska Facklärarförbundet. Facklärare var benämningen för lärare i till exempel gymnastik, musik och slöjd. Snart följde fler facklärare deras exempel. Folkskolans lärare enades åter i Sveriges Lärarförbund 1963, dit också småskolans lärare anslöt sig 1966. 
Lärarförbundet bildades 1991 genom sammanslagning av Sveriges lärarförbund och Svenska facklärarförbundet. Lärarförbundet och dess föregångare har genom åren varit en deltagare i debatten inför de flesta stora reformerna i skolan, bland andra folkskolestadgan (1842), grundskolereformen (1962), införandet av en enhetlig grundskollärarutbildning (1988), kommunaliseringen av skolan (1989) och läroplanen för förskolan (1998). År 2010 ingick Lärarförbundet ett nära organisatoriskt samarbete med Svenska folkhögskolans lärarförbund. Samtliga medlemmar i Svenska folkhögskolans lärarförbund är sedan dess även medlemmar i Lärarförbundet, och Lärarförbundets medlemmar som arbetar på folkhögskola är även medlemmar i Svenska folkhögskolans lärarförbund. 2020 upplöstes förbundet Folkhögskollärarna och uppgick istället som en nationell samrådsavdelning inom Lärarförbundet.
Lärarförbundet blev den 1 januari 2022 medlem i Sveriges akademikers centralorganisation (Saco). Tidigare var Lärarförbundet medlem i TCO. 
Den 1 januari 2023 gick Lärarförbundet och Lärarnas Riksförbund samman och bildade det nya fackförbundet Sveriges Lärare.

## Förbundets tidningar
Lärarförbundet gav ut tidningen Läraren, samt nio olika ämnesmagasin. Ämnesmagasinen hette Förskolan, Specialpedagogik, Chef och ledarskap, Fritidspedagogik, Yrkesläraren, och Ämnesläraren (som i sin tur var uppdelad i tre titlar som riktade sig till olika sorters ämneslärare).
Medlemmarna i Lärarförbundet som var kyrkomusiker hade en egen tidning som gavs ut av Kyrkomusikernas Riksförbund.

## Ordförande
- 1991–2001: Christer Romilson
- 2001–2014: Eva-Lis Sirén
- 2014–2022: Johanna Jaara Åstrand